# Association des autorités européennes de concurrence
Pour les articles homonymes, voir ECA.
L'Association des autorités européennes de concurrence, appelée aussi ECA (pour European Competition Authorities), est une association fondée en avril 2001 dont l'objectif est de lutter contre les cartels.